# Lurg Mhòr
Lurg Mhòr är ett berg i Storbritannien.   Det ligger i kommunen Highland och riksdelen Skottland, i den nordvästra delen av landet, 700 km nordväst om huvudstaden London. Toppen på Lurg Mhòr är 986 meter över havet, eller 443 meter över den omgivande terrängen. Bredden vid basen är 5,0 km.
Terrängen runt Lurg Mhòr är huvudsakligen kuperad. Trakten runt Lurg Mhòr är nära nog obefolkad, med mindre än två invånare per kvadratkilometer. Omgivningarna runt Lurg Mhòr är i huvudsak ett öppet busklandskap.